# С
С, с (És) é uma letra do alfabeto cirílico (décima nona do alfabeto russo, vigésima segunda do ucraniano).
Representa /s/, a fricativa alveolar surda (como em sapo).
É uma variante da letra grega Σ (Sigma). Não deve ser confundida com a letra latina C.